# Тулин, Эрнани Александрович
Эрик (Эрнани) Александрович Тулин (1 февраля 1935, Ладва, Автономная Карельская ССР — 2003) — советский и российский поэт, журналист.

## Биография
В 1954 г. окончил Батумское мореходное училище по специальности гидротехник, поступил на работу багермейстером земснаряда в Костроме.
С 1956 г. работал техником-инструктором на Онежском тракторном заводе. С 1956 по 1961 г. трудился монтажником, техником на предприятиях Ленинграда и Александрова. С 1961 г. — снова работал на Онежском тракторном заводе. В этом же году становится корреспондентом Карельского радио.
С 1967 г. — заведующий отделом поэзии журнала «Север».
С 1972 г. — редактор Карельского радио.
С 1981 г. — директор Бюро пропаганды художественной литературы Союза писателей Карелии.
С 1989 г. — главный редактор издательства «Карелия»
Стихи Э. Тулина (поэма «Ты и я») включены в сборник антологии русской поэзии XX века «Строфы века».

## Избранные произведения
- Тулин, Э. А. Разбег / Эрик Тулин. — Петрозаводск : Карельское книжное издательство, 1965. — 76 с. : ил.
- Тулин, Э. Мой мир : [стихи] / Э. Тулин // Лен. правда. — 1961. — 17 окт.
- Тулин, Э. Жажда знаний; Дружба; В зной : [стихи] / Э. Тулин // Комсомолец. — 1961. — 3 авг.
- Тулин, Э. «Восток-2-СССР» : [стихи] / Э. Тулин // Комсомолец. — 1961. — 15 авг.
- Тулин, Э. Павшим : [стихи] / Э. Тулин // Комсомолец. — 1962. — 8 мая.
- Тулин, Э. Стихи / Эрик Тулин // На рубеже. — 1963. — № 4. — С. 15-16.
- Тулин, Э. Уезжают мальчики : [стихи] / Э. Тулин // Лен. правда. — 1963. — 17 февр.
- Тулин, Э. Простой рейс : [стихи] / Э. Тулин // Лен. правда. — 1963. — 8 авг.
- Тулин, Э. Мишени; «Вся из солнца сотканная Ялта…» : [стихи] / Э. Тулин // Комсомолец. — 1965. — 4 дек.
- Тулин, Э. Стихи / Эрик Тулин // Север. — 1966. — № 1. — С. 97-98 : портр.
- Родники : сб. стихов молодых поэтов / [ред. А. И. Титов / оформление худож. А. А. Акимова ]. — Петрозаводск : Государственное издательство Карельской АССР, 1958. — 82 с. ; 17 см
- Тулин, Э. Карелия : [стихи] / Э. Тулин // Север. — 1970. — № 6. — С. 96.
- Тулин, Э. «В моей руке лежит патрон…»; Воспеты, но все-таки мало воспеты…" : [стихи] / Э. Тулин // Огромная родина наша на снежной карельской земле : стихи о Великой Отечеств. войне. — Петрозаводск, 1975. — С. 183—185.
- Тулин, Э. «В моей руке лежит патрон» : [стихи] / Э. Тулин // Север. — 1995. — № 4/5. — С. 63.
- Тулин, Э. Ты и я; Вступление в поэму о покинутом городе : [стихи] / Э. Тулин // Сев. курьер. — 1995. — 22 нояб.

## Награды
- Почетная грамота Республики Карелия (Постановление председателя правительства Республики Карелия от 18 апреля 1997 г.)